# Kigwancha SC
Kigwancha Sports Club, bildad i januari 1956, är en nordkoreansk idrottsklubb.
Klubbens mest kända sektion är fotboll, som spelar sina hemmamatcher i staden Sinuiju. Klubben har vunnit Nordkoreanska ligan fem gånger.

## Meriter
- Nordkoreanska ligan: 1996, 1997, 1998, 1999, 2000